# Exército de Bangladexe

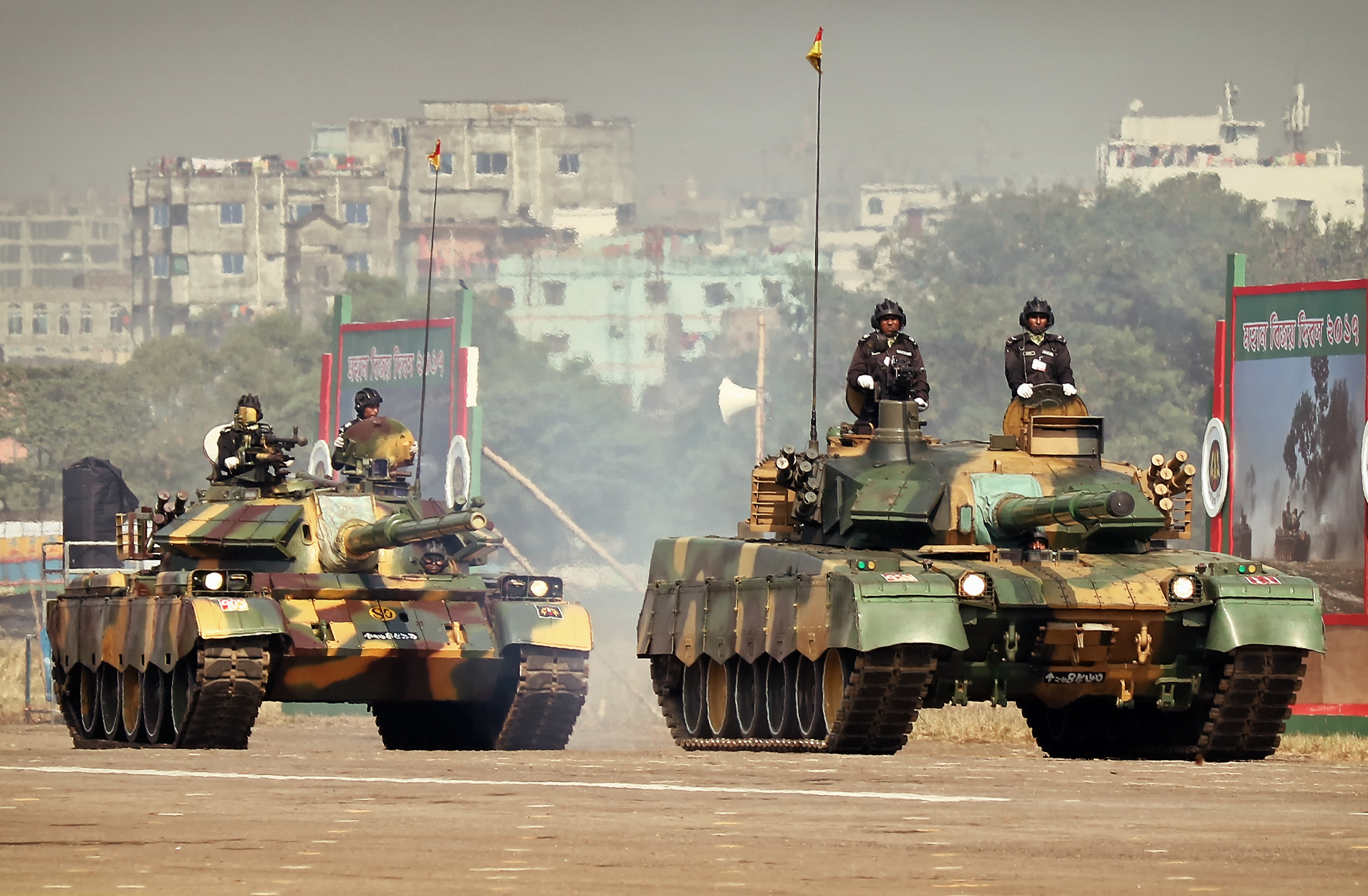
Blindados do exército de Bangladexe

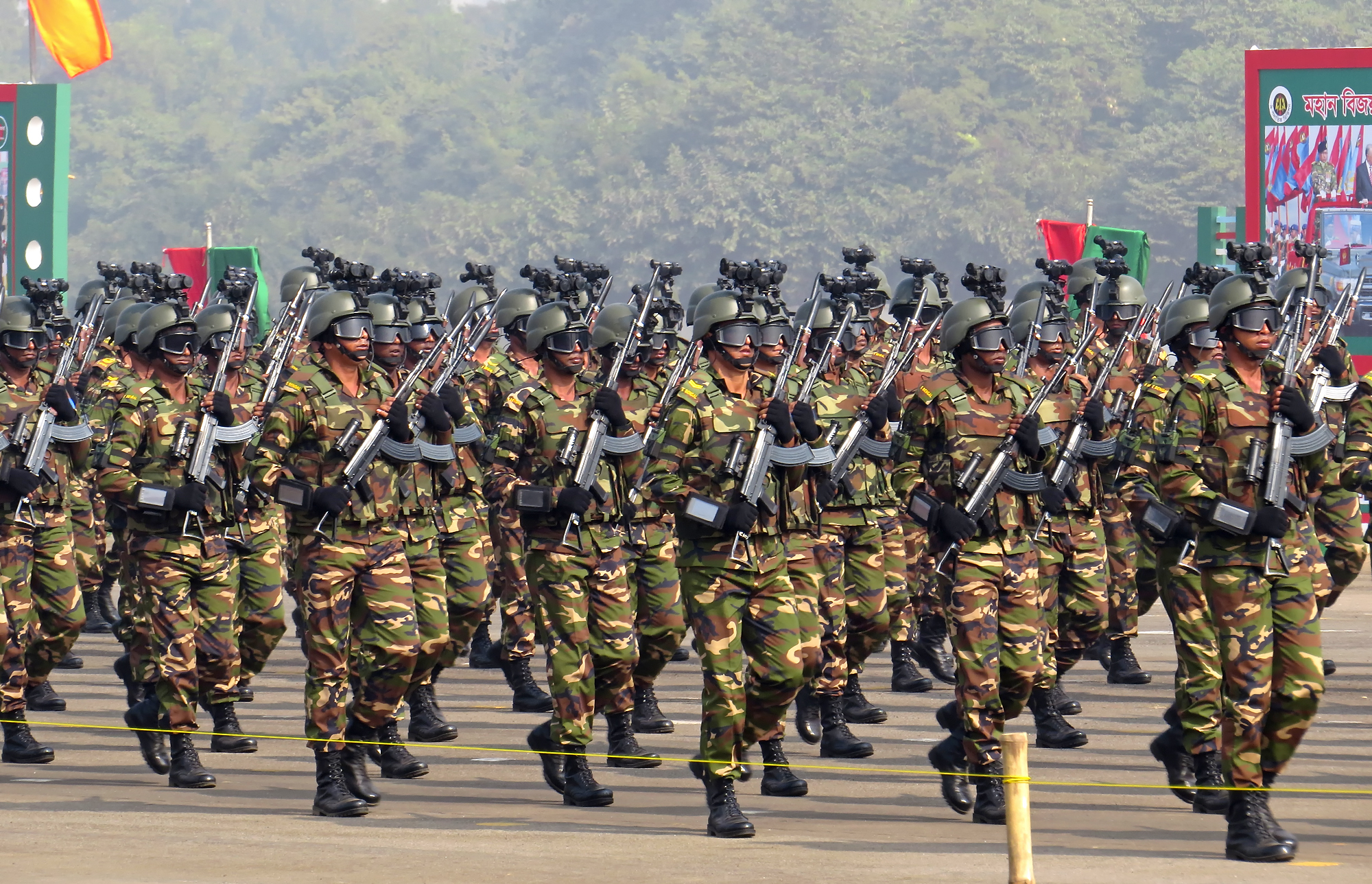
Forças especiais de Bangladexe

O Exército de Bangladexe (em bengali:  বাংলাদেশ সেনাবাহিনী, Bangladesh Senabahini) é o ramo da guerra terrestre e o maior componente das Forças Armadas de Bangladexe.
A missão principal do exército é fornecer as forças e capacidades necessárias para cumprir as estratégias de segurança e defesa do governo de Bangladexe e defender a integridade territorial da nação contra ataques externos. O controle do pessoal e das operações é administrado pelo Departamento do Exército, da Divisão das Forças Armadas. O Exército de Bangladexe também é constitucionalmente obrigado a ajudar o governo e suas agências civis em épocas de emergência nacional. Esta função adicional é comumente referida como "ajuda à administração civil".